# Piłka wodna na Letnich Igrzyskach Olimpijskich 1968
Wyniki turnieju piłki wodnej na Letnich IO w Meksyku:

## Końcowe zestawienie drużyn
- 1.  Jugosławia
- 2.  ZSRR
- 3.  Węgry
- 4.  Włochy
- 5.  Stany Zjednoczone
- 6.  NRD
- 7.  Holandia
- 8.  Kuba
- 9.  Hiszpania
- 10.  RFN
- 11.  Meksyk
- 12.  Japonia
- 13.  Brazylia
- 14.  Grecja
- 15.  Egipt
- –. Australia[1]

## Tabela medalowa
| Lp. | Państwo    | Medal |
| --- | ---------- | ----- |
| 1   | Jugosławia |       |
| 2   | ZSRR       |       |
| 3   | Węgry      |       |